# Etiopien i olympiska sommarspelen 1960
Etiopien deltog med 10 deltagare vid de olympiska sommarspelen 1960 i Rom. Totalt vann de en guldmedalj.

## Medalj

### Guld
- Abebe Bikila - Friidrott, maraton.